# Bolesław I cieszyński
Bolesław I Cieszyński (ur. po 1363, zm. 6 maja 1431) – książę cieszyński, od 1405 w pd. Bytomiu i Siewierzu, od 1406 w Oświęcimiu i Toszku, od 1410 w Cieszynie, Strzelinie, połowie Głogowa i Ścinawy, 1410–1414 w Oświęcimiu, Toszku i Strzelinie (który przetrzymywał do 1416) tylko jako regent, od 1414 w wyniku podziału w Cieszynie, połowie Bytomia, Siewierzu, połowie Ścinawy i Głogowa.
Bolesław I był młodszym synem księcia cieszyńskiego Przemysława I Noszaka i księżniczki bytomskiej Elżbiety. Wprawdzie w kronice Jana Długosza nazwany jest starszym synem, jest to jednak z pewnością pomyłka naszego dziejopisarza, gdyż w innych źródłach Przemysław oświęcimski występuje zawsze jako starszy syn na pierwszym miejscu.
W 1405 ojciec dopuścił dorosłego już Bolesława do formalnych współrządów w księstwie cieszyńskim i powierzył mu władzę w księstwie bytomskim i siewierskim. Rok później po tragicznej śmierci brata Przemysława Bolesław objął też rządy w księstwie oświęcimskim i został następcą cieszyńskiego tronu. W tym czasie ożenił się z Małgorzatą, córką księcia opawskiego Jana I i siostrą księcia Jana II, który doprowadził do śmierci Przemysława oświęcimskiego. Stało się to według Jana Długosza wbrew woli Przemysława Noszaka, który groził nawet wydziedziczeniem jedynego pozostałego przy życiu syna, jeśli ten zgodzi się na jakiekolwiek kontakty z linią Przemyślidów opawskich. Jak by nie było, Małgorzata zmarła krótko po ślubie, już w 1407. Małżeństwo to przyczyniło się też wydatnie do zawarcia ugody zwaśnionych rodów 7 września 1407.
Po śmierci ojca w 1410 Bolesław objął władzę w Cieszynie, w połowie Głogowa i Ścinawy, Strzelinie, oraz ponownie się ożenił (1412): tym razem jego wybranką została Eufemia, córka Siemowita IV mazowieckiego i Aleksandry Olgierdówny, siostry Władysława Jagiełły. Prawdopodobnie inicjatorem tego małżeństwa był sam polski król, widząc w tym szansę na bliższe związanie Górnego Śląska z Krakowem. Eufemia była ponoć tak urodziwa, że Bolesław nie wzbraniał się przed tym związkiem, ale na zawarcie małżeństwa zgodę musiał wyrazić sam papież, bowiem pomiędzy księciem i księżniczką istniało pokrewieństwo trzeciego stopnia.
Zabiegi Jagiełły przyniosły szybko efekty, bowiem już w 1414 Bolesław wziął aktywny udział w wojnie polsko-krzyżackiej po stronie króla. Nie pojawił się natomiast w 1420 na zjeździe wrocławskim, gdzie król Czech Zygmunt Luksemburski, jako rozjemca pomiędzy Zakonem i Polską, wydał niekorzystny dla Polski wyrok.
Pomimo że Księstwo Cieszyńskie było lennem czeskich królów, Bolesław nie wspierał Luksemburczyka w jego walce o czeski tron, utrzymywał za to dobre stosunki z Krakowem i czeskim obozem narodowym. W 1422 mimo czesko-polskiego sporu przebywał jako gość na dworze Władysława Jagiełły i wziął udział w koronacji jego żony, królowej Sonki.
Wcześniej, bo już w 1414 Bolesław zdecydował się na przekazanie swojemu bratankowi Kazimierzowi I (który był synem tragicznie zmarłego Przemysława) Oświęcimia, Siewierza i Toszka, wraz z podległymi tym miastom ziemiami. Podział ten stał się zarzewiem konfliktu, rozwiązanego dopiero dwa lata później, po mediacji księcia lubińskiego Henryka IX dodatkowym wydzieleniem bratankowi Strzelina i wypłacie 300 grzywien. W rękach księcia pozostało Księstwo Cieszyńskie, oraz połowa Księstwa Bytomskiego i Księstwa Głogowskiego.
U schyłku rządów księstwo należące do Bolesława stało się widownią gwałtownych wydarzeń związanych z ruchem husyckim. W 1430 pod ich władzę dostały się m.in. Bytom i Gliwice.
Bolesław wspierał rozwój podległych mu miast, dzięki czemu szereg praw zawdzięczały mu m.in. Bytom (w 1412 roku tamtejsi mieszczanie otrzymali prawo dziedziczenia), Bielsko i Frydek. Prowadził rozważną politykę wewnętrzną i zagraniczną. Z drugiego małżeństwa zapewnił sobie też następców, bowiem oprócz córki Aleksandry (późniejszej żony palatyna węgierskiego Władysława z Gary) miał aż czterech synów.
Po śmierci Bolesława, która nastąpiła 6 maja 1431, władzę w księstwie objęli oni niepodzielnie, wraz ze swoją matką. Wspólne sprawowanie władzy nie zrodziło pomiędzy nimi większych konfliktów, Cieszyn miał jednocześnie czterech Piastów noszących godność księcia cieszyńskiego oraz księżną-matkę. Stan ten trwał do 1442, kiedy księstwo podzielono. Najstarszy syn Bolesława I Wacław (zm. 1474) zasiadł na Bytomiu i Siewierzu, Władysław (zm. 1460) aż do swej śmierci rządził Głogowem, a Bolesław (zm. 1452) został księciem cieszyńskim wraz z bratem Przemysławem (zm. 1477). Ten ostatni po śmierci braci panował już niepodzielnie w Cieszynie i części Głogowa. Bolesław I został pochowany w klasztorze dominikańskim w Cieszynie.